# 解放街道 (大庆市)
解放街道，是中华人民共和国黑龙江省大庆市红岗区下辖的一个乡镇级行政单位。

## 行政区划
解放街道下辖以下地区：
图强社区、五星社区、爱民社区、春晓社区、晨辉社区、文华社区、彩云社区和银河社区。